# Sarufutsu
Sarufutsu (猿払村, Sarufutsu-mura) est un village du district de Sōya, situé dans la sous-préfecture de Sōya, sur l'île de Hokkaidō, au Japon.

## Géographie

### Situation
Le village de Sarufutsu est situé dans le nord de la sous-préfecture de Sōya, au bord de la mer d'Okhotsk, sur l'île de Hokkaidō, au Japon.
À 500 m, au nord de la côte de Sarufutsu se trouvait Esanbe Hanakita-kojima, une île inhabitée. Celle-ci, dont la hauteur ne dépassait pas 1,4 m au-dessus du niveau de la mer lors d'une étude de 1987, a reçu son nom en 2014. En octobre 2018, la disparition de l'île est remarquée. La raison de cette disparition est probablement liée à l'érosion par le vent, les marées et les débris d'iceberg.

### Démographie
Au 30 septembre 2015, la population de Sarufutsu s'élevait à 2 783 habitants répartis sur une superficie de 589,97 km2.

### Climat
| Mois                                             | jan.       | fév.       | mars       | avril      | mai       | juin      | jui.      | août      | sep.      | oct.      | nov.       | déc.       | année      |
| ------------------------------------------------ | ---------- | ---------- | ---------- | ---------- | --------- | --------- | --------- | --------- | --------- | --------- | ---------- | ---------- | ---------- |
| Température minimale moyenne (°C)                | −9,8       | −10,9      | −6,5       | −0,5       | 4,4       | 8,5       | 13,1      | 15,2      | 10,8      | 4,5       | −1,5       | −7         | 1,7        |
| Température moyenne (°C)                         | −5,9       | −6         | −2,1       | 3,5        | 8,2       | 11,8      | 15,9      | 18,4      | 15,5      | 9,4       | 2,2        | −3,5       | 5,6        |
| Température maximale moyenne (°C)                | −3,2       | −2,9       | 0,9        | 7,1        | 12,2      | 15,2      | 19,1      | 21,7      | 19,7      | 13,7      | 5,5        | −0,9       | 9          |
| Record de froid (°C) date du record              | −26,6 1986 | −27,2 1986 | −23,9 2001 | −12,2 1987 | −5,6 2008 | −2,2 1981 | 1,7 1993  | 5,2 2021  | 0,5 1985  | −4,6 2006 | −13,2 1987 | −18,1 2009 | −27,2 1986 |
| Record de chaleur (°C) date du record            | 5,1 2010   | 9,3 2010   | 14,5 2018  | 22,4 2015  | 27,6 2016 | 28,3 2021 | 32,7 2000 | 32,4 2000 | 30,8 1994 | 23,3 2019 | 18,3 2004  | 11,1 2018  | 32,7 2000  |
| Ensoleillement (h)                               | 68,4       | 97,9       | 149,2      | 179,8      | 177,1     | 139       | 119,1     | 141,6     | 175,7     | 146,5     | 79,7       | 61,2       | 1 530,3    |
| Précipitations (mm)                              | 61,1       | 42,7       | 45,1       | 42,7       | 62,5      | 63        | 109,2     | 125,7     | 119,6     | 118       | 110,6      | 91,2       | 995        |
| dont neige (cm)                                  | 205        | 161        | 126        | 18         | 0         | 0         | 0         | 0         | 0         | 1         | 75         | 196        | 780        |
| Nombre de jours avec précipitations              | 17,9       | 13,4       | 12,7       | 9,7        | 9,6       | 9,3       | 9,8       | 10        | 12,4      | 15,3      | 17,6       | 18,8       | 156,6      |
| dont nombre de jours avec précipitations ≥ 10 mm | 0,9        | 0,5        | 1          | 1,2        | 2         | 2,1       | 3,2       | 3,6       | 4,2       | 3,8       | 3,7        | 2,3        | 28,5       |
| Nombre de jours avec neige                       | 22,3       | 19,4       | 16         | 2,5        | 0         | 0         | 0         | 0         | 0         | 0,1       | 8          | 19,8       | 87,8       |

| Diagramme climatique                                  |               |             |             |             |           |               |               |               |            |              |            |
| J                                                     | F             | M           | A           | M           | J         | J             | A             | S             | O          | N            | D          |
| −3,2−9,861,1                                          | −2,9−10,942,7 | 0,9−6,545,1 | 7,1−0,542,7 | 12,24,462,5 | 15,28,563 | 19,113,1109,2 | 21,715,2125,7 | 19,710,8119,6 | 13,74,5118 | 5,5−1,5110,6 | −0,9−791,2 |
| Moyennes : • Temp. maxi et mini °C • Précipitation mm |               |             |             |             |           |               |               |               |            |              |            |